# Espinasses
Espinasses – miejscowość i gmina we Francji, w regionie Prowansja-Alpy-Lazurowe Wybrzeże, w departamencie Alpy Wysokie.

## Demografia
Według danych na rok 1990 gminę zamieszkiwało 505 osób, a gęstość zaludnienia wynosiła 36 osób/km². W styczniu 2015 r. Espinasses zamieszkiwało 715 osób, przy gęstości zaludnienia wynoszącej 51,6 osób/km².